# Послемрак
«Послемрак» (яп. アフターダーク) — роман современного японского писателя Харуки Мураками, написанный им в 2004 году. Русский перевод Дмитрия Коваленина был выпущен в 2005 году издательством ЭКСМО.
Всё действие романа происходит в течение одной ночи в центре Токио. Главная героиня — 19-летняя студентка Мари, проводящая ночь в кофейне, читая книжку. Там она встречает Такахаси, студента, играющего на тромбоне. Такахаси знает сестру Мари — Эри Асаи, между тем, сама Эри сейчас в глубоком сне. Пути Мари пересекаются с женщиной, бывшим бойцом, сейчас работающей администратором в лав-отеле; китайской проституткой, которая была избита и ограблена; компьютерным экспертом с садистскими наклонностями. Сюжет разворачивается между сном и реальностью.
Перевод на английский язык был опубликован 8 мая 2007 года, а французский перевод — 4 января 2007 года. В 2005 году вышел китайский перевод книги; в 2006 году — нидерландский; в 2007 году — чешский, польский, норвежский и румынский; в 2008 году — португальский, сербский, испанский и итальянский; в 2009 году — переводы на бразильский вариант португальского, литовский, иврит и фарси.